# AEW World Trios Championship
AEW World Trios Championship (em português, Campeonato Mundial de Trios da AEW) é um campeonato mundial de trios de luta profissional criado e promovido pela promoção americana All Elite Wrestling (AEW). É um campeonato especializado de equipes, sendo disputado por equipes de três lutadores. Os campeões atuais são Samoa Joe, Powerhouse Hobbs e Katsuyori Shibata, que estão em seu primeiro reinado, tanto como equipe quanto individualmente. Eles conquistaram o título ao derrotar os campeões anteriores, Death Riders (Claudio Castagnoli, Wheeler Yuta e o campeão interino Jon Moxley) no Dynamite: Spring BreakThru em 16 de abril de 2025.
O título foi estabelecido em 27 de julho de 2022, e os campeões inaugurais foram os The Elite (Kenny Omega, Matt Jackson e Nick Jackson). De abril a julho de 2024, o Campeonato Mundial de Trios da AEW e o Campeonato Mundial de Trios da ROH foram detidos e defendidos juntos como o Campeonato Mundial Unificado de Trios.

## História

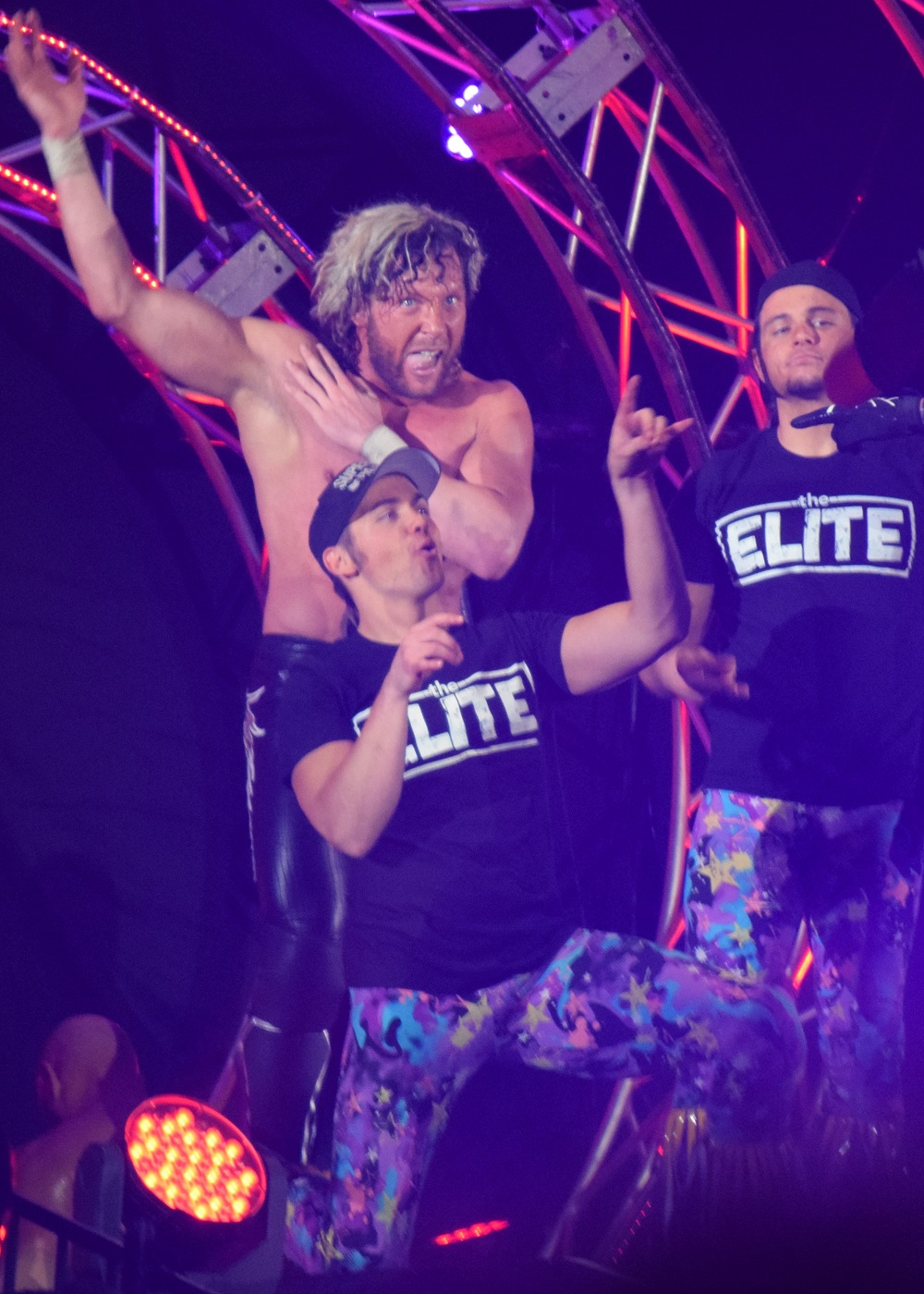
Campeões inaugurais The Elite (Kenny Omega e The Young Bucks (Matt Jackson e Nick Jackson))

Em 27 de julho de 2022, no episódio especial do Dynamite intitulado Fight for the Fallen, a AEW anunciou um torneio para inaugurar o Campeonato Mundial de Trios da AEW, que culminaria no pay-per-view All Out em 4 de setembro, 2022. Ao contrário do Campeonato Mundial de Duplas da AEW, que é um título padrão de duplas disputado por equipes de dois lutadores, o Campeonato de Trios é disputado por equipes de três lutadores. No All Out, a The Elite (Kenny Omega e The Young Bucks (Matt Jackson e Nick Jackson)) derrotaram "Hangman" Adam Page e The Dark Order (Alex Reynolds e John Silver) na final do torneio para se tornarem os campeões inaugurais
Após os comentários de repreensão feitos pelo Campeão Mundial da AEW, CM Punk, no scrum de mídia pós-evento All Out em 5 de setembro, ocorreu uma altercação física legítima entre Punk e The Elite. Como resultado, o presidente da AEW, Tony Khan, suspendeu todos os envolvidos. No episódio de 7 de setembro do Dynamite, Khan anunciou que tanto o Campeonato Mundial quanto o Campeonato de Trios estavam desocupados. Khan então anunciou que a luta de trios agendada para o episódio entre Death Triangle (Pac e The Lucha Brothers (Penta El Zero M e Rey Fénix)) e Best Friends (Chuck Taylor, Trent Beretta e Orange Cassidy) seria pelo Campeonato de Trios, que foi vencido pelo Death Triangle.
Durante o Dynasty: Zero Hour em 21 de abril de 2024, os campeões mundiais de trios da Ring of Honor, Bullet Club Gold (Jay White, Austin Gunn e Colten Gunn) derrotaram os The Acclaimed (Anthony Bowens, Max Caster e Billy Gunn) para conquistar o Campeonato Mundial de Trios da AEW em uma luta de unificação de títulos Winners Take All, unificando os títulos e sendo reconhecidos como os campeões mundiais unificados de trios.
Quando o Bullet Club Gold (que passou a ser conhecido como Bang Bang Gang) foi despojado do Campeonato Mundial Unificado de Trios em 10 de julho de 2024 (com exibição em 13 de julho), os títulos da AEW e ROH foram separados, encerrando assim a unificação.

### Torneio inaugural
|  | Quartas de final Dynamite (17 e 24 de agosto de 2022) Rampage (19 e 26 de agosto de 2022) | Quartas de final Dynamite (17 e 24 de agosto de 2022) Rampage (19 e 26 de agosto de 2022) | Quartas de final Dynamite (17 e 24 de agosto de 2022) Rampage (19 e 26 de agosto de 2022) |                                                                    |                                                                    | Semifinais Dynamite (31 de agosto de 2022) Rampage (2 desetembro de 2022) | Semifinais Dynamite (31 de agosto de 2022) Rampage (2 desetembro de 2022) | Semifinais Dynamite (31 de agosto de 2022) Rampage (2 desetembro de 2022) |  |  | Final All Out (4 de setembro de 2022) | Final All Out (4 de setembro de 2022) | Final All Out (4 de setembro de 2022) |  |
|  |                                                                                           |                                                                                           |                                                                                           |                                                                    |                                                                    |                                                                           |                                                                           |                                                                           |  |  |                                       |                                       |                                       |  |
|  | 1                                                                                         | Death Triangle (Pac e Lucha Brothers (Penta El Zero e Rey Fénix))                         | 24:51                                                                                     |                                                                    |                                                                    |                                                                           |                                                                           |                                                                           |  |  |                                       |                                       |                                       |  |
|  | 1                                                                                         | Death Triangle (Pac e Lucha Brothers (Penta El Zero e Rey Fénix))                         | 24:51                                                                                     |                                                                    |                                                                    |                                                                           |                                                                           |                                                                           |  |  |                                       |                                       |                                       |  |
|  | 8                                                                                         | United Empire (NJPW) (Will Ospreay e Aussie Open (Mark Davis e Kyle Fletcher))            | Pin                                                                                       |                                                                    |                                                                    |                                                                           |                                                                           |                                                                           |  |  |                                       |                                       |                                       |  |
|  | 8                                                                                         | United Empire (NJPW) (Will Ospreay e Aussie Open (Mark Davis e Kyle Fletcher))            | Pin                                                                                       |                                                                    | United Empire (NJPW)                                               | United Empire (NJPW)                                                      | 18:59                                                                     |                                                                           |  |  |                                       |                                       |                                       |  |
|  |                                                                                           |                                                                                           |                                                                                           |                                                                    | United Empire (NJPW)                                               | United Empire (NJPW)                                                      | 18:59                                                                     |                                                                           |  |  |                                       |                                       |                                       |  |
|  |                                                                                           |                                                                                           | The Elite                                                                                 | The Elite                                                          | Pin                                                                |                                                                           |                                                                           |                                                                           |  |  |                                       |                                       |                                       |  |
|  | 4                                                                                         | La Facción Ingobernable (Andrade El Idolo, Rush e Dragon Lee)                             | The Elite                                                                                 | The Elite                                                          | Pin                                                                | 20:50                                                                     |                                                                           |                                                                           |  |  |                                       |                                       |                                       |  |
|  | 4                                                                                         | La Facción Ingobernable (Andrade El Idolo, Rush e Dragon Lee)                             |                                                                                           |                                                                    |                                                                    |                                                                           |                                                                           |                                                                           |  |  |                                       |                                       |                                       |  |
|  | 5                                                                                         | The Elite (Kenny Omega e The Young Bucks (Matt Jackson e Nick Jackson))                   | Pin                                                                                       |                                                                    |                                                                    |                                                                           |                                                                           |                                                                           |  |  |                                       |                                       |                                       |  |
|  | 5                                                                                         | The Elite (Kenny Omega e The Young Bucks (Matt Jackson e Nick Jackson))                   | Pin                                                                                       |                                                                    | The Elite                                                          | The Elite                                                                 | Pin                                                                       |                                                                           |  |  |                                       |                                       |                                       |  |
|  |                                                                                           |                                                                                           |                                                                                           |                                                                    |                                                                    |                                                                           |                                                                           |                                                                           |  |  |                                       |                                       |                                       |  |
|  |                                                                                           |                                                                                           | "Hangman" Adam Page e The Dark Order (Alex Reynolds e John Silver)                        | "Hangman" Adam Page e The Dark Order (Alex Reynolds e John Silver) | 19:50                                                              |                                                                           |                                                                           |                                                                           |  |  |                                       |                                       |                                       |  |
|  | 2                                                                                         | House of Black (Malakai Black, Brody King, e Buddy Matthews)                              | "Hangman" Adam Page e The Dark Order (Alex Reynolds e John Silver)                        | "Hangman" Adam Page e The Dark Order (Alex Reynolds e John Silver) | 19:50                                                              | 9:03                                                                      |                                                                           |                                                                           |  |  |                                       |                                       |                                       |  |
|  | 2                                                                                         | House of Black (Malakai Black, Brody King, e Buddy Matthews)                              |                                                                                           |                                                                    |                                                                    |                                                                           |                                                                           |                                                                           |  |  |                                       |                                       |                                       |  |
|  | 7                                                                                         | The Dark Order (Alex Reynolds, John Silver e Preston Vance)                               | Pin                                                                                       |                                                                    |                                                                    |                                                                           |                                                                           |                                                                           |  |  |                                       |                                       |                                       |  |
|  | 7                                                                                         | The Dark Order (Alex Reynolds, John Silver e Preston Vance)                               | Pin                                                                                       |                                                                    | "Hangman" Adam Page e The Dark Order (Alex Reynolds e John Silver) | "Hangman" Adam Page e The Dark Order (Alex Reynolds e John Silver)        | Pin                                                                       |                                                                           |  |  |                                       |                                       |                                       |  |
|  |                                                                                           |                                                                                           |                                                                                           |                                                                    | "Hangman" Adam Page e The Dark Order (Alex Reynolds e John Silver) | "Hangman" Adam Page e The Dark Order (Alex Reynolds e John Silver)        | Pin                                                                       |                                                                           |  |  |                                       |                                       |                                       |  |
|  |                                                                                           |                                                                                           | Best Friends                                                                              | Best Friends                                                       | 11:10                                                              |                                                                           |                                                                           |                                                                           |  |  |                                       |                                       |                                       |  |
|  | 3                                                                                         | The Trustbusters (Ari Daivari, Parker Boudreaux e Slim J)                                 | Best Friends                                                                              | Best Friends                                                       | 11:10                                                              | 10:32                                                                     |                                                                           |                                                                           |  |  |                                       |                                       |                                       |  |
|  | 3                                                                                         | The Trustbusters (Ari Daivari, Parker Boudreaux e Slim J)                                 |                                                                                           |                                                                    |                                                                    |                                                                           |                                                                           |                                                                           |  |  |                                       |                                       |                                       |  |
|  | 6                                                                                         | Best Friends (Chuck Taylor, Trent Beretta e Orange Cassidy)                               | Pin                                                                                       |                                                                    |                                                                    |                                                                           |                                                                           |                                                                           |  |  |                                       |                                       |                                       |  |

## Design do cinturão
Os cinturões padrão do Campeonato Mundial de Trios da AEW foram feitos por Ron Edwardsen, da Red Leather Belts. Eles possuem cinco placas de ouro em tiras de couro preto. A placa central circular tem um globo azul no centro com a palavra "TRIOS" escrita em preto sobre o globo, com uma borda dourada. Acima do globo, há uma faixa preta com a palavra "WORLD" em dourado, enquanto uma faixa preta abaixo do globo diz "CHAMPION" em dourado. No topo da placa, está o logo da AEW, enquanto o restante da placa é preenchido com filigranas. De cada lado da placa central, há duas placas laterais. As placas laterais internas mostram dois lutadores realizando superkicks simultâneos em outro lutador. As placas laterais externas originalmente mostravam um lutador realizando um electric chair driver, mas quando os cinturões padrão retornaram em 2024, após os cinturões personalizados de "scissoring" (gesto realizado pelos lutadores da AEW, Billy Gunn e seus parceiros de equipe, Max Caster e Anthony Bowens (conhecidos como The Acclaimed), em que eles fazem o movimento de "abrir e fechar" com as mãos, imitando o movimento de tesouras) terem sido usados, as placas laterais externas foram alteradas para exibir "WORLD TRIOS CHAMPION" (que apareceu pela primeira vez nos cinturões de "scissoring").

### Designs personalizados

Os cinturões personalizados de "scissoring" foram inicialmente usados pelo The Acclaimed (Max Caster, Anthony Bowens e Billy Gunn). O Bullet Club Gold/Bang Bang Gang (Jay White, Austin Gunn e Colten Gunn) então manteve esses cinturões juntamente com os cinturões padrão e os cinturões do Campeonato Mundiais de Trios da ROH para representar o Campeonato Mundial Unificado de Trios.

Durante o reinado do House of Black (Malakai Black, Brody King e Buddy Matthews), que começou em março de 2023, eles introduziram suas próprias versões personalizadas dos cinturões, chamadas de versões "black out". Os cinturões apresentavam o mesmo design básico dos cinturões padrão, mas com placas prateadas em vez de douradas (o globo também era preto, ao invés de azul). As placas laterais também foram alteradas para exibir os logos do House of Black, com um "HOB" vertical gravado no couro entre as placas externas e os botões de pressão.
Após o The Acclaimed (Anthony Bowens, Max Caster e Billy Gunn) conquistarem o título em agosto de 2023, eles introduziram seus próprios cinturões personalizados de "scissoring". Eles apresentavam o mesmo design básico dos cinturões padrão, mas com tiras de couro rosa. Além disso, as extremidades dos cinturões eram moldadas como tesouras e diziam "Scissor Me" de um lado e "Daddy Ass" do outro, fazendo referência a sua gimmick de "scissoring". As placas laterais internas eram as mesmas dos cinturões padrão, mas as placas laterais externas foram alteradas para exibir "WORLD TRIOS CHAMPION". O logo da AEW também foi adicionado no topo de cada placa lateral.
Durante o Dynasty: Zero Hour em abril de 2024, os campeões mundiais de trios da ROH, Bullet Club Gold (Jay White, Austin Gunn e Colten Gunn), derrotaram o The Acclaimed para conquistar o Campeonato Mundial de Trios da AEW, mantendo e defendendo ambos os títulos sob a bandeira do Campeonato Mundial Unificado de Trios. Eles usaram os cinturões padrão da AEW de Trios, os cinturões do Campeonato Mundial de Trios da ROH e os cinturões personalizados de "scissoring" do The Acclaimed para representar o reconhecimento coletivo. Isso continuou até julho de 2024, quando o Bullet Club Gold (que desde então passou a ser conhecido como Bang Bang Gang) foi despojado do Campeonato Mundial Unificado de Trios	. Isso subsequentemente terminou a unificação dos títulos da AEW e do ROH, com os cinturões personalizados de "scissoring" sendo descartados em favor dos cinturões padrão do Campeonato Mundial de Trios da AEW.

## História do título
Até 17 de abril de 2025, houve nove reinados entre oito equipes e vinte e três campeões individuais, com o título tendo ficado vago por duas ocasiões. O The Elite (Kenny Omega, Matt Jackson e Nick Jackson) foram os campeões inaugurais e têm o maior número de reinados como equipe, com dois, enquanto individualmente, todos os três e Pac estão empatados, também com dois. O reinado inaugural do The Elite também é o mais curto, com três dias, enquanto o único reinado do The Acclaimed (Max Caster, Anthony Bowens e Billy Gunn) é o mais longo, com 238 dias. Billy Gunn é o campeão mais velho, conquistando o título aos 59 anos, enquanto Nick Wayne é o mais jovem, conquistando o título aos 19 anos.
Os atuais campeões são Samoa Joe, Powerhouse Hobbs e Katsuyori Shibata, que estão no primeiro reinado, tanto como equipe quanto individualmente. Eles derrotaram os Death Riders (Claudio Castagnoli, Wheeler Yuta e o detentor interino do título Jon Moxley) no Dynamite: Spring BreakThru em 16 de abril de 2025, em Boston, Massachusetts.

### Nomes
| Nome                                  | Datas                                     |
| ------------------------------------- | ----------------------------------------- |
| Campeonato Mundial de Trios da AEW    | 4 de setembro de 2022 – presente          |
| Campeonato Mundial Unificado de Trios | 21 de abril de 2024 – 13 de julho de 2024 |

### Reinados
| Nº        | Número geral do reinado                           |
| Reinado   | Número de reinado para o campeão específico       |
| Dias      | Número de dias retidos                            |
| Dias rec. | Número de dias detidos reconhecidos pela promoção |
| +         | Indica o reinado atual.                           |

| Nº                        | Campeão                                                                     | Mudança de campeão    | Mudança de campeão         | Mudança de campeão    | Estatísticas do reinado | Estatísticas do reinado | Estatísticas do reinado | Notas | Ref.          |
| Nº                        | Campeão                                                                     | Data                  | Evento                     | Local                 | Reinado                 | Dias                    | Dias rec.               | Notas | Ref.          |
| ------------------------- | --------------------------------------------------------------------------- | --------------------- | -------------------------- | --------------------- | ----------------------- | ----------------------- | ----------------------- | --- | ------------- |
| All Elite Wrestling (AEW) |                                                                             |                       |                            |                       |                         |                         |                         | |               |
| 1                         | The Elite (Kenny Omega e The Young Bucks (Matt Jackson e Nick Jackson)      | 4 de setembro de 2022 | All Out                    | Hoffman Estates, IL   | 1                       | 3                       | 3                       | Derrotaram "Hangman" Adam Page e The Dark Order (Alex Reynolds e John Silver) em uma final de torneio para determinar os campeões inaugurais. | [ 3 ] [ 17 ]  |
| —                         | Vago                                                                        | 7 de setembro de 2022 | Dynamite                   | Buffalo, Nova Iorque  | —                       | —                       | —                       | The Elite teve seus títulos retirados após serem suspensos pelo presidente da AEW, Tony Khan, após uma altercação física legítima no All Out. | [ 5 ] [ 18 ]  |
| 2                         | Death Triangle (Pac e The Lucha Brothers (Penta El Zero M e Rey Fénix)      | 7 de setembro de 2022 | Dynamite                   | Buffalo, Nova York    | 1                       | 126                     | 126                     | Derrotaram os Best Friends (Chuck Taylor, Trent Beretta e Orange Cassidy) para vencerem o título vago. | [ 5 ]         |
| 3                         | The Elite (Kenny Omega e The Young Bucks (Matt Jackson e Nick Jackson)      | 11 de janeiro de 2023 | Dynamite                   | Inglewood, Califórnia | 2                       | 53                      | 53                      | Esta foi uma Escalera de la Muerte que também foi a sétima e última luta da Série Melhor de Sete pelo título. | [ 20 ]        |
| 4                         | The House of Black (Malakai Black, Brody King e Buddy Matthews)             | 5 de março de 2023    | Revolution                 | São Francisco, CA     | 1                       | 175                     | 175                     | | [ 21 ]        |
| 5                         | The Acclaimed (Anthony Bowens, Max Caster e Billy Gunn)                     | 27 de agosto de 2023  | All In                     | Londres, Inglaterra   | 1                       | 238                     | 238                     | Esta foi uma luta House Rules; a estipulação dos Acclaimed foi No Holds Barred. | [ 22 ]        |
| 6                         | Bullet Club Gold/Bang Bang Gang (Jay White, Austin Gunn e Colten Gunn)      | 21 de abril de 2024   | Dynasty Zero Hour          | St. Louis, MO         | 1                       | 80                      | 83                      | Esta foi uma luta de unificação de títulos Winners Take All, também válida pelo Campeonato Mundial de Trios da ROH do Bullet Club Gold. Com ambos os títulos, o Bullet Club Gold foi chamado de campeões mundiais unificados de trios e, durante esse reinado, o grupo foi renomeado para Bang Bang Gang. A AEW reconhece que esse reinado terminou em 13 de julho de 2024, quando o episódio seguinte foi transmitido com atraso.                                                | [ 23 ]        |
| —                         | Vago                                                                        | 10 de julho de 2024   | Collision                  | Calgary, AB, Canadá   | —                       | —                       | —                       | O Bang Bang Gang foi despojado do Campeonato Mundial Unificado de Trios pelo vice-presidente executivo interino da AEW, Christopher Daniels, após Jay White sofrer uma lesão, anulando a tentativa do Bang Bang Gang de invocar a Regra Freebird para permitir que Juice Robinson defendesse o título no lugar de White. Isso, subsequentemente, encerrou a unificação com o Campeonato Mundial de Trios da ROH. Este episódio foi transmitido com atraso em 13 de julho de 2024. | [ 24 ] [ 25 ] |
| 7                         | The Patriarchy (Christian Cage, Killswitch e Nick Wayne)                    | 20 de julho de 2024   | Collision                  | Arlington, TX         | 1                       | 36                      | 36                      | Derrotaram o Bang Bang Gang (Juice Robinson, Austin Gunn e Colten Gunn) para conquistar o título vago. | [ 26 ]        |
| 8                         | Blackpool Combat Club/Death Riders (Pac, Claudio Castagnoli e Wheeler Yuta) | 25 de agosto de 2024  | All In                     | Londres, Inglaterra   | 1 (2, 1, 1)             | 234                     | 234                     | Esta foi uma luta four-way de escadas chamada London Ladder, que também envolveu o Bang Bang Gang (Juice Robinson, Austin Gunn e Colten Gunn) e o House of Black (Malakai Black, Brody King e Buddy Matthews). Durante este reinado, em 6 de novembro, o grupo foi renomeado para Death Riders. Depois que Pac se machucou legitimamente durante o episódio de 9 de abril de 2025 do Dynamite, seu companheiro de grupo Jon Moxley o assumiu como detentor interino do título.    | [ 27 ] [ 28 ] |
| 9                         | Samoa Joe, Powerhouse Hobbs e Katsuyori Shibata                             | 16 de abril de 2024   | Dynamite: Spring BreakThru | Boston, MA            | 1                       | 1+                      | 1+                      | Jon Moxley assumiu como detentor interino do título pelos Death Riders no lugar de Pac, que estava legitimamente lesionado. | [ 19 ]        |

## Reinados combinados
Até 17 de abril de 2025.

### Por equipe
| † | Indica os atuais campeões |

| Pos. | Equipe                                                                      | Nº de reinados | Dias combinados | Dias reconhecidos |
| ---- | --------------------------------------------------------------------------- | -------------- | --------------- | ----------------- |
| 1    | The Acclaimed (Anthony Bowens, Max Caster e Billy Gunn)                     | 1              | 238             | 238               |
| 2    | Blackpool Combat Club/Death Riders (Pac, Claudio Castagnoli e Wheeler Yuta) | 1              | 234             | 234               |
| 3    | House of Black (Malakai Black, Brody King e Buddy Matthews)                 | 1              | 175             | 175               |
| 4    | Death Triangle (Pac e The Lucha Brothers (Penta El Zero M e Rey Fénix)      | 1              | 126             | 126               |
| 5    | Bullet Club Gold/Bang Bang Gang (Jay White, Austin Gunn e Colten Gunn)      | 1              | 80              | 83                |
| 6    | The Elite (Kenny Omega, Matt Jackson e Nick Jackson)                        | 2              | 56              | 56                |
| 7    | The Patriarchy (Christian Cage, Killswitch e Nick Wayne)                    | 1              | 36              | 36                |
| 8    | Samoa Joe, Powerhouse Hobbs e Katsuyori Shibata †                           | 1              | 1+              | 1+                |

### Por lutador
| Pos. | Lutador             | Nº de reinados | Dias combinados | Dias reconhecidos |
| ---- | ------------------- | -------------- | --------------- | ----------------- |
| 1    | Pac                 | 2              | 360             | 360               |
| 2    | Anthony Bowens      | 1              | 238             | 238               |
| 2    | Billy Gunn          | 1              | 238             | 238               |
| 2    | Max Caster          | 1              | 238             | 238               |
| 5    | Claudio Castagnoli  | 1              | 234             | 234               |
| 5    | Wheeler Yuta        | 1              | 234             | 234               |
| 7    | Brody King          | 1              | 175             | 175               |
| 7    | Buddy Matthews      | 1              | 175             | 175               |
| 7    | Malakai Black       | 1              | 175             | 175               |
| 10   | Penta El Zero Miedo | 1              | 126             | 126               |
| 10   | Rey Fénix           | 1              | 126             | 126               |
| 12   | Austin Gunn         | 1              | 80              | 83                |
| 12   | Colten Gunn         | 1              | 80              | 83                |
| 12   | Jay White           | 1              | 80              | 83                |
| 15   | Kenny Omega         | 2              | 56              | 56                |
| 15   | Matt Jackson        | 2              | 56              | 56                |
| 15   | Nick Jackson        | 2              | 56              | 56                |
| 18   | Christian Cage      | 1              | 36              | 36                |
| 18   | Killswitch          | 1              | 36              | 36                |
| 18   | Nick Wayne          | 1              | 36              | 36                |
| 21   | Samoa Joe †         | 1              | 1+              | 1+                |
| 21   | Katsuyori Shibata † | 1              | 1+              | 1+                |
| 21   | Powerhouse Hobbs †  | 1              | 1+              | 1+                |